# Guźnia
Guźnia – wieś w Polsce położona w województwie łódzkim, w powiecie łowickim, w gminie Łowicz.
Wieś duchowna położona była w drugiej połowie XVI wieku w powiecie sochaczewskim ziemi sochaczewskiej województwa rawskiego. Była wsią klucza chruślińskiego arcybiskupów gnieźnieńskich. 11 września 1939 żołnierze Wehrmachtu w czasie przeprawy przez Bzurę, zabijali każdego napotkanego mężczyznę we wsi Guźnia. Łącznie Niemcy zabili siedem osób. W latach 1975–1998 miejscowość administracyjnie należała do województwa skierniewickiego.

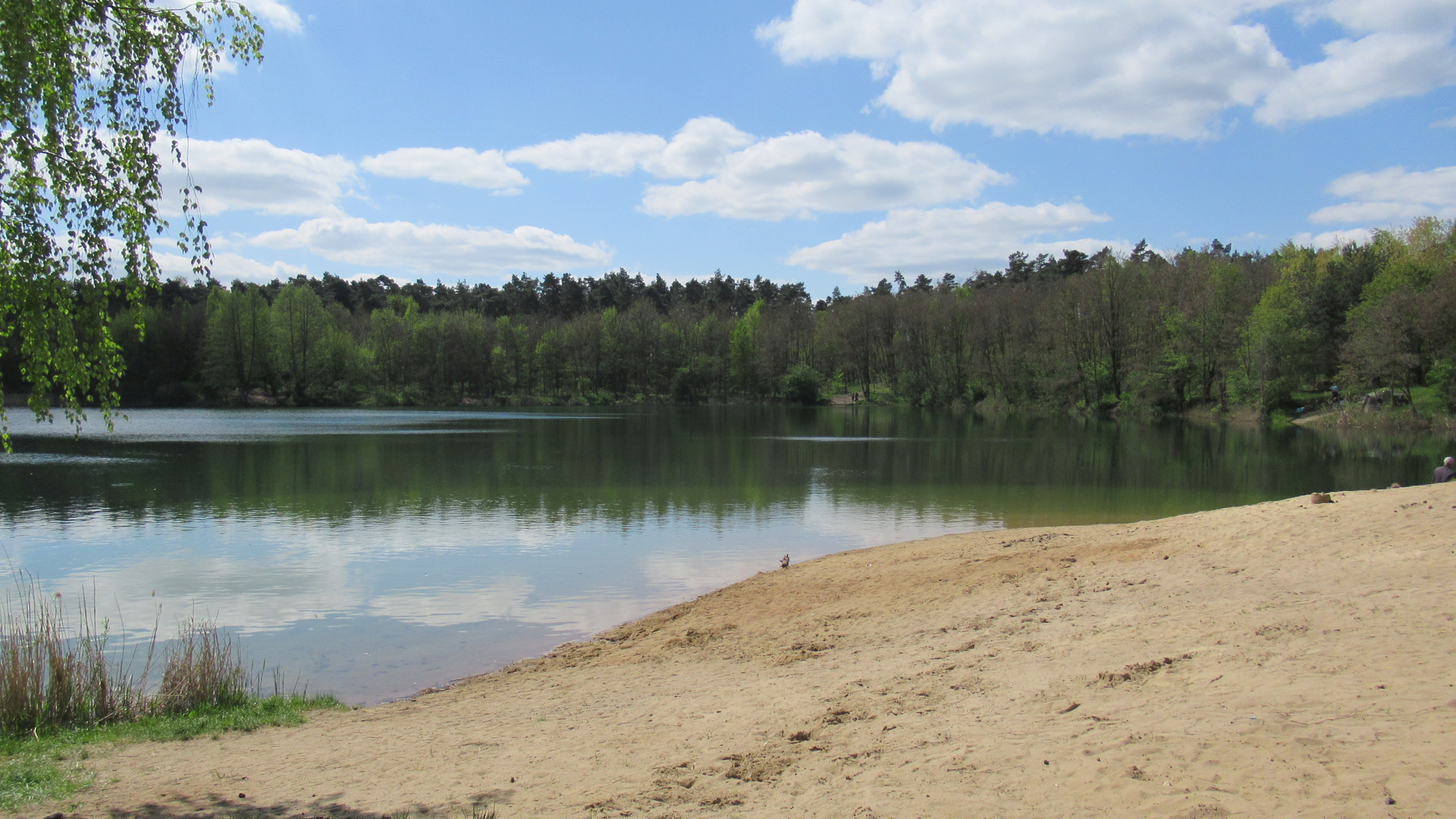
Zalana żwirownia (bagier)

We wsi, na terenie zalanej wodą żwirowni (tzw. bagrze), znajduje się popularne dzikie kąpielisko. W pobliżu znajduje się też staw Rydwan.

W Guźni urodził się były poseł Polskiego Stronnictwa Ludowego Tadeusz Gajda.

## Zabytki

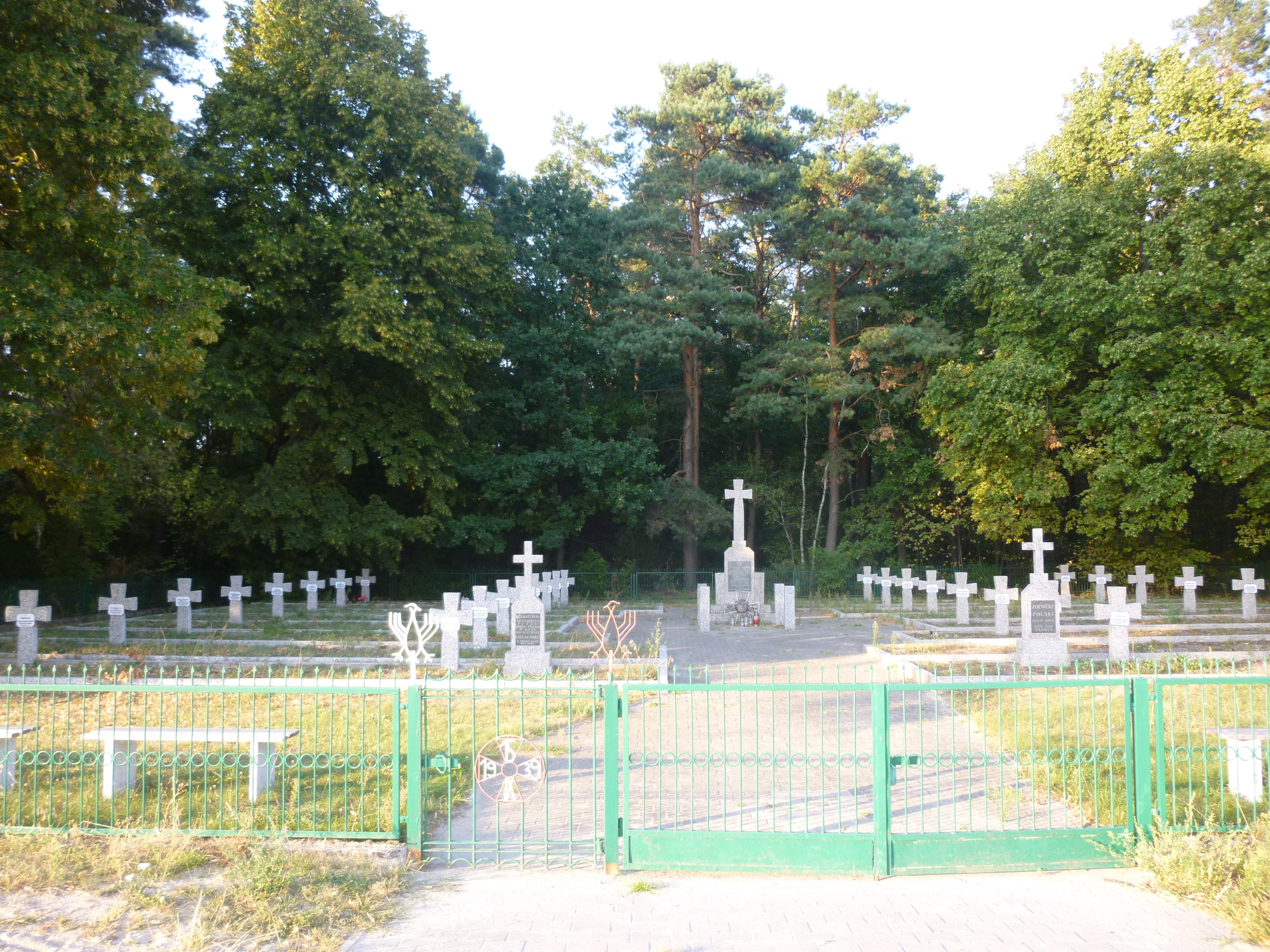
Cmentarz wojenny z II wojny światowej w Guźni

Według rejestru zabytków Narodowego Instytutu Dziedzictwa na listę zabytków wpisany jest cmentarz wojenny z II wojny światowej, nr rej.: 915 z 21.12.1992